# Szymonka
Szymonka (niem. Schimonken, 1938–1945 Schmidtsdorf) – wieś w Polsce położona w województwie warmińsko-mazurskim, w powiecie giżyckim, w gminie Ryn.
W latach 1975−1998 miejscowość administracyjnie należała do województwa suwalskiego. Siedziba parafii rzymskokatolickiej.
Wieś założona w 1503 r. nad Jeziorem Szymoneckim. Kościół wybudowano w latach 1874–1877 na miejscu starszej budowli z XVI w., uszkodzony w czasie walk w 1914 r., następnie odbudowany.
We wsi znajduje się wzniesienie zwane Zdunową lub Garncarska Górą (136 m n.p.m.), na stokach którego widoczne są ślady okopów z okresu I wojny światowej (biegła tu linia frontu 1914–1915 r.).